# With One Last Breath
With One Last Breath ist eine 2008 gegründete Post-Hardcore-Band aus York, Großbritannien.

## Geschichte
Die Gruppe, gegründet im April 2008, besteht aus dem Sänger Sam Graves, dem Gitarristen Alex Scott, dem ehemaligen Asking-Alexandria-Bassisten Joe Lancaster, dem Gitarristen Joe Graves und dem Schlagzeuger Christopher Bowling.
Am 1. Juli 2010 erschien die erste EP, welche ebenfalls With One Last Breath heißt, in Eigenregie. Im Stück Wake the Dead hat Asking-Alexandria-Sänger Danny Worsnop einen Gastauftritt. Die EP verkaufte sich bei ITunes 25.000 mal, wobei der Großteil der Käufer aus den Vereinigten Staaten stammt. Es folgte die Veröffentlichung der Single Hell We Create am 24. Januar 2011. Danach erschien das erste Musikvideo zum Lied After the Suffering, welches jedoch weder auf der EP noch auf der Single veröffentlicht wurde.
Vom 10. bis 23. Januar 2012 war die Gruppe Supportband von Asking Alexandria auf deren „The Still Reckless Tour“. Begleitet wurde Asking Alexandria von Blessthefall und Chelsea Grin. With One Last Breath spielte nur im Vereinigten Königreich. Am 21. April war die Gruppe neben Bury Tomorrow und der japanischen Band Crossfaith Supportband von Of Mice & Men. Inzwischen wurde With One Last Breath von der amerikanischen Booking-Agentur The Artery Foundation unter Vertrag genommen. Am 5. Juni 2012 spielte die Gruppe im Rahmen der Kerrang! Awards in London gemeinsam mit Skindred, Yashin und Feed the Rhino. Am 8. und 10. Juni trat die Gruppe auf dem Download-Festival in Donington auf. Die Gruppe spielte auf der „Jägermeister Acoustic Stage“ gemeinsam mit Yashin, Skindred und Breed 77. Am 10. Juni spielte die Gruppe dann auf der „RedBull Bedroom Jam Stage“ mit William Control, The Minutes und The Dirty Youth.
Für den weiteren Verlauf des Jahres 2012 war die Veröffentlichung des Debütalbums geplant. Am 28. Mai 2012 wurde die Gruppe vom britischen Magazin „Rock Sound“ zur „Band der Woche“ (Band of the Week) gekürt. Im selbigen Artikel wurde auch das Lied Wake It Up, welches auf dem neuen Album zu finden sein wird, vorveröffentlicht. Am 19. Juli 2012 war With One Last Breath auf der Warm-up-Party des Serengeti Festivals gemeinsam mit Bloodwork im Safariland in Schloß Holte-Stukenbrock zu sehen. Im September war die Gruppe gemeinsam mit Buried in Verona aus Australien als Supportband auf der Großbritannien-Tour von Motionless in White zu sehen.
Am 4. Januar 2013 gab die Gruppe bekannt bei Small Town Records unterschrieben zu haben. Außerdem wurde am 25. Februar 2013 ihre zweite EP Wake the Dead aufgelegt und weltweit verkauft. Noch vor der Neuveröffentlichung ihrer EP wurde bekannt, dass Sänger Spencer Costello die Band verlassen hat, da er Vater einer Tochter wurde. Sam Graves, ehemaliger Gitarrist der Band wurde zum Frontsänger beordert und Alex Scott wurde als neuer Gitarrist der Band vorgestellt. Im April 2013 tourte die Band als Co-Headliner mit Adept aus Schweden durch das Vereinigte Königreich. Die Konzerte fanden in Portsmouth, London, Glasgow, Manchester, Derby, Wrexham, Leeds, Norwich und Birmingham statt. Im Juli waren With One Last Breath als alleiniger Headliner erneut im Vereinigten Königreich auf Konzerttour. Noch im Mai war die Gruppe Hauptsupport für The Defiled. Im September war die Gruppe Support für Issues und Crown the Empire auf deren UK-Konzertreise.
Anfang April 2014 erschien das Debütalbum The Fearless Ones über Small Town Records. Mitte April gab die Gruppe fünf Album-Release-Shows im Vereinigten Königreich. Im Mai soll eine Tournee mit Hopes Die Last durch Südeuropa stattfinden.

## Stil
Allschools beschreibt den Musikstil als eine Mischung aus Bullet for My Valentine und Asking Alexandria. Auf highwiredaze.com nannte Kritiker Kenneth Morton Heavy Metal als einen Einfluss im Musikstil der Band. Den Song I’m Taking Over (Thanks To You) beschrieb Morton als eine Kreuzung aus In Flames und A Skylit Drive.

## Diskografie

### Singles
- 24. Januar 2011: Hell We Create

### EPs
- 1. Juli 2010: With One Last Breath
- 25. Februar 2013: Wake the Dead (Small Town Records)

### Alben
- 2014: The Fearless Ones (Small Town Records)